# Rigunth
Rigunth, född okänt år, död efter 589, var en frankisk prinsessa, dotter till kung Chilperik I och drottning Fredegunda.
Hon trolovades med kung Reccared, men rånades på vägen till sitt bröllop och hölls som gisslan innan hon sändes tillbaka till sina föräldrar. Hon är känd för historien om hennes påstådda mordförsök på sin mor. 